# Mirtos
Mirtos (Grieks: Μύρτος) is een dorp 14,5 km ten westen van de stad Ierápetra in het departement Lasithi aan de zuidkust van het Griekse eiland Kreta. In 2010 telde het dorp ongeveer 600 inwoners. Toerisme is voor de bewoners een belangrijke bron van inkomsten, hoewel velen van hen ook werkzaam zijn in de land- en tuinbouw of in Ierápetra. Bestuurlijk gezien is Mirtos een gemeenschap binnen de deelgemeente Ierapetra in de gemeente Ierapetra.

## Beschrijving
De omgeving van Mirtos werd al in de Minoïsche tijd bewoond, maar het huidige dorp is pas in de eerste helft van de twintigste eeuw ontstaan. Daarvoor was het de locatie van een kleine haven, waar bewoners uit de hoger gelegen gebieden in de omgeving lokale producten verhandelden en verscheepten naar Ierápetra. Pas toen de dreiging van invallen op de Kretenzische zuidkust door piraten afnam en het er dus veiliger werd, kwam het dorp Mirtos tot ontwikkeling.

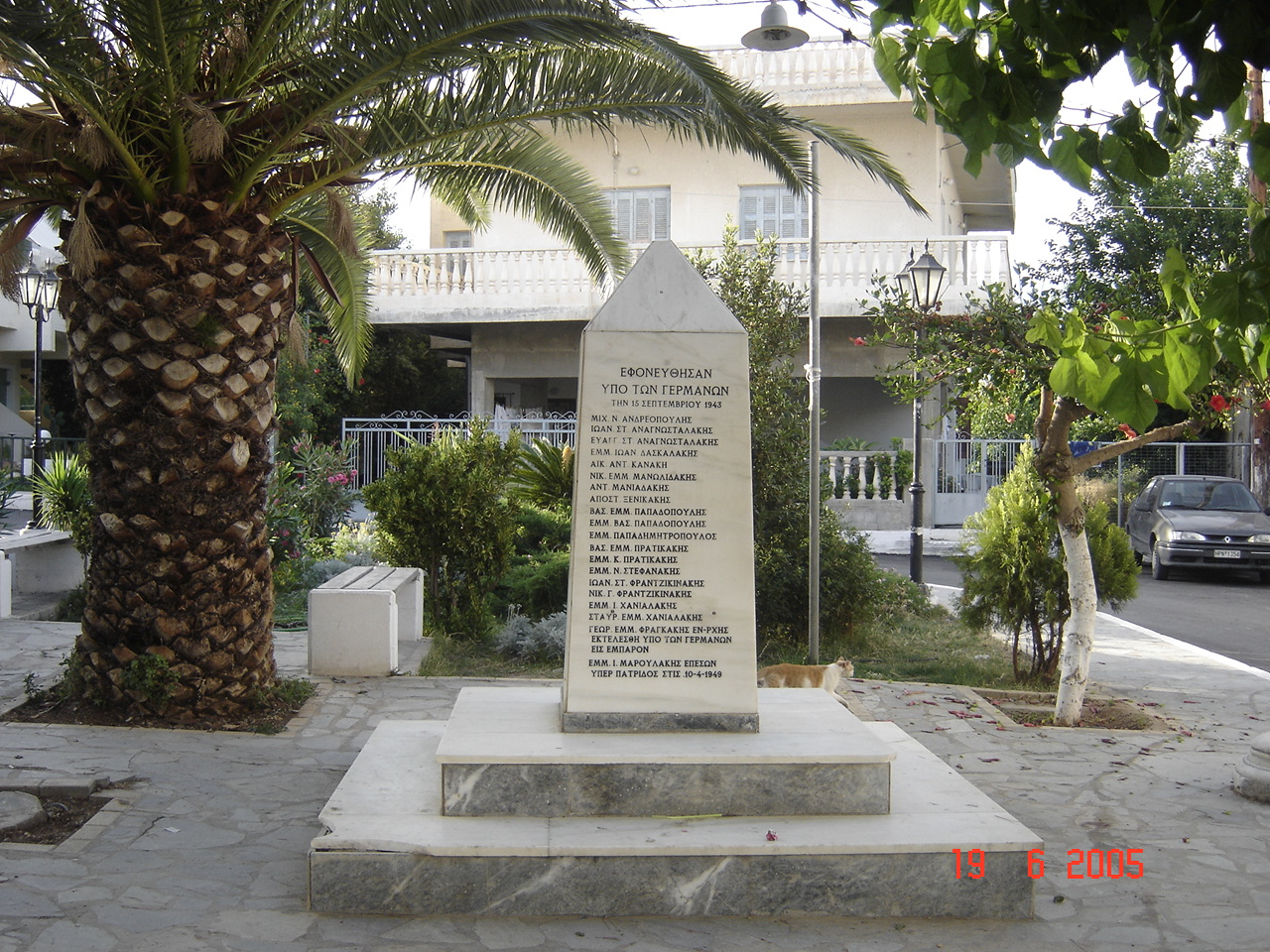
Het oorlogsmonument van Mirtos (2005)

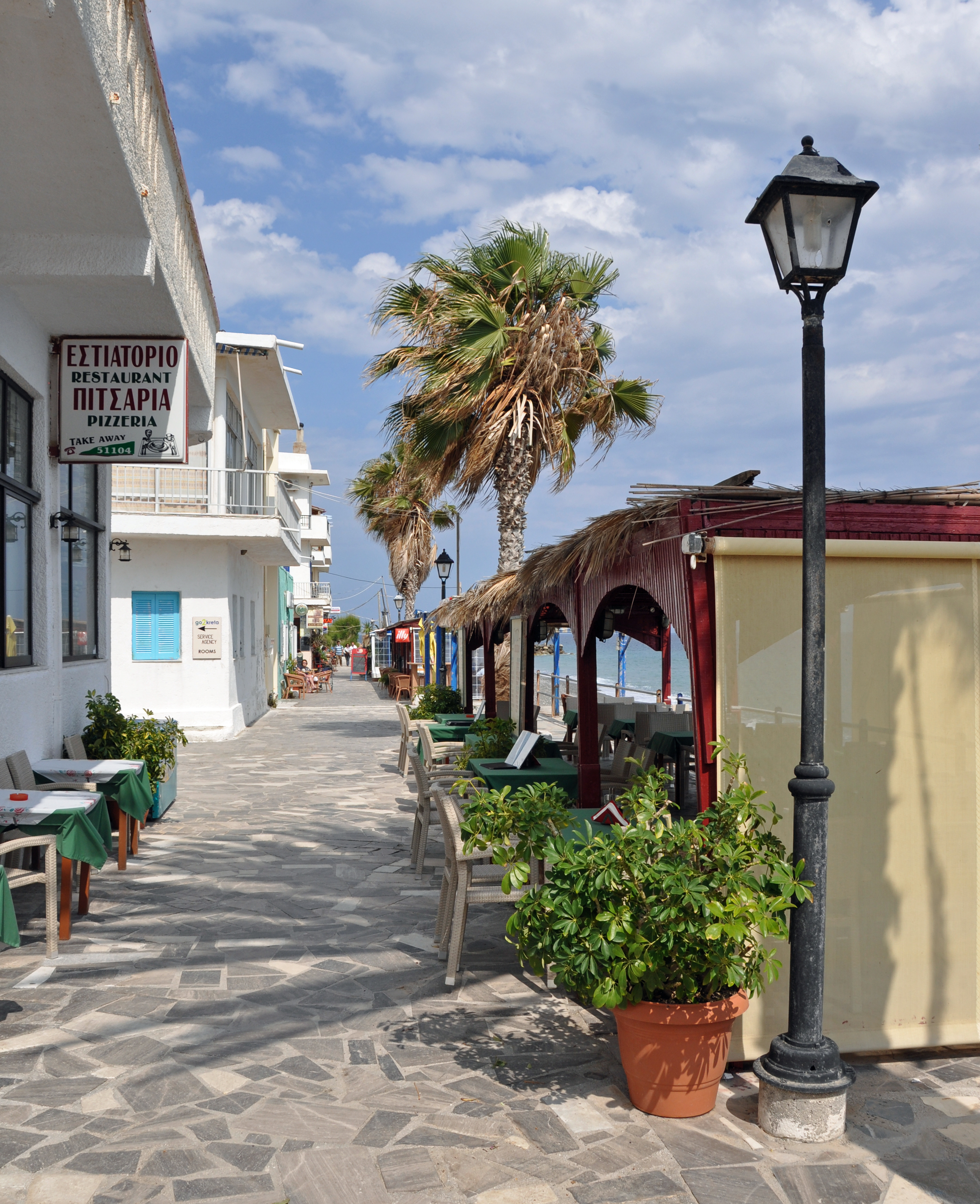
De strandpromenade van Mirtos (2010)

Op 15 september 1944, tijdens de Tweede Wereldoorlog, werden de bewoners van Mirtos door de Duitse bezetter gesommeerd het dorp te verlaten. Velen gaven daaraan geen gehoor, met als gevolg dat bij wijze van represaille achttien bewoners werden vermoord en het dorp grotendeels door brand werd verwoest. Op het centrale plein van Mirtos staat een monument dat aan deze gebeurtenis herinnert. Bij dit gedenkteken wordt ieder jaar op 28 oktober Óchi-dag herdacht.
Het toerisme kwam in het begin van de jaren 70 van de twintigste eeuw op gang. Aanvankelijk was Mirtos vooral populair bij hippies, maar later kwamen ook "gewone" toeristen het dorp bezoeken. Er zijn sinds de jaren 80 enkele appartementencomplexen gebouwd, maar nog altijd is het toerisme in Mirtos relatief kleinschalig en niet te vergelijken met de toeristencentra die men bijvoorbeeld aan de noordkust van Kreta vindt. Het strand van Mirtos voldoet aan de standaard van het internationale Blue Flag Programme.

## Bezienswaardigheden
Op ongeveer 100 meter ten oosten van Mirtos bevinden zich de resten van Pirgos, een nederzetting uit de Vroeg Minoïsche tijd. Een paar honderd meter verderop vindt men de overblijfselen van Fournou Korifi, een nederzetting uit dezelfde periode. Aan de westrand van het dorp staat wat over is van een landhuis uit de Romeinse tijd. In Mirtos is een klein museum, dat aan de lokale geschiedenis is gewijd.
Ongeveer 5 km ten noorden van Mirtos nabij het dorp Mithi ligt de bij wandelaars geliefde Sarakinaskloof.